# Куртишоара (Горж)
Куртишоара (рум. Curtișoara) насеље је у Румунији у округу Горж у општини Бумбешти-Жиу. Oпштина се налази на надморској висини од 279 m.

## Становништво
Према подацима из 2002. године у насељу је живело 787 становника, од којих су сви румунске националности.